# Lucifer's Friend (álbum)
Lucifer's Friend es el álbum debut de la banda homónima Lucifer's Friend, publicado en 1970 después de haber cambiado su nombre y lanzar un disco también homónimo conocido como Asterix en ese mismo año.
El álbum se destaca por ser uno de los primeros exponentes clásicos del heavy metal en ser creados. La banda, originalmente seguidores de la corriente del rock progresivo y psicodélico, deciden después de publicar el disco Asterix, cambiar su nombre y estilo musical inspirándose en el movimiento que estaban impulsando en aquel entonces Black Sabbath, Led Zeppelin y Deep Purple, tomando lo mejor de los tres mundos y creando así su propio sello que pronto se vería reflejado en el disco: riffs pesados, voz melódica y el uso del órgano Hammond, que harían de la banda para ese entonces uno de los primeros exponentes del rock pesado, especialmente proviniendo de Alemania, donde la escena del rock estaba casi inexplorada y su único exponente endémico era el krautrock underground.
El tema que abre el disco (y el más conocido de la banda): "Ride the Sky" fue el último tema en escribirse luego de la llegada de John Lawton a la banda germana, con una letra y un sonido muy adelantados para su época, pronto se convirtió en una pieza de culto muy apreciada del temprano heavy metal, contando con un video musical y siento interpretado por la banda de power metal del mismo país, Avantasia, y por los pioneros del doom metal, los norteamericanos Trouble. También cuenta con una re-interpretación hecha por la banda en su disco final de 1994, Sumo Grip.

## Listado de canciones

### Lado A
| N.º   | Título              | Escritor(es)                               | Duración |  |
| 1.    | «Ride The Sky»      | Lawton, Hesslein                           | 2:54     |  |
| 2.    | «Everybody's Clown» | Hesslein, Docker, Hecht, Horns, Rietenbach | 6:07     |  |
| 3.    | «Keep Goin'»        | Hesslein, Hecht, Horns, Docker             | 5:22     |  |
| 4.    | «Toxic Shadows»     | Hesslein, Docker                           | 6:57     |  |
| 21:20 |                     |                                            |          |  |

### Lado B
| N.º   | Título                                        | Escritor(es)                                             | Duración |  |
| 5.    | «Free Baby»                                   | Hesslein, Hecht, Horns, Lawton                           | 5:26     |  |
| 6.    | «Baby You're A Liar»                          | Hesslein, Docker, Hecht, Horns, Rietenbach               | 3:51     |  |
| 7.    | «In The Time Of Job When Mammon Was A Yippie» | Hesslein, Hecht, Horns, Docker                           | 4:01     |  |
| 8.    | «Lucifer's Friend»                            | Hesslein, Hecht, Horns, Rietenbach, Hildebrandt-Winhauer | 6:08     |  |
| 19:26 |                                               |                                                          |          |  |

### Bonus tracks
| N.º  | Título                          | Escritor(es)                                             | Duración |  |
| 9.   | «Horla»                         | Hesslein, Hecht, Horns, Rietenbach                       | 2:53     |  |
| 10.  | «Lucifer's Friend (Radio Edit)» | Hesslein, Hecht, Horns, Rietenbach, Hildebrandt-Winhauer | 3:43     |  |
| 6:36 |                                 |                                                          |          |  |

## Personal
- John Lawton - Voz
- Peter Hesslein - Guitarra eléctrica, coros
- Dieter Horns - Bajo eléctrico, coros
- Peter Hecht - Órgano
- Joachim 'Addi' Rietenbach - Batería, percusión

## Otros créditos
Composición
- John O'Brien-Docker (temas 2, 3, 4, 6, 7)
- Herbert Hildebrandt-Winhauer (tema 8)

Arte y diseño
- Juligan Studio - Diseño y fotografía

- Datos: Q6697165